# Thomas Middlemore
Pour les articles homonymes, voir Middlemore.
Thomas Middlemore, né en 1842 à Edgbaston (Birmingham) et mort le 16 mai 1923 aux Orcades d'une pneumonie, est un alpiniste britannique dont l'audace lui valut la réputation d'« enfant terrible » au sein de l'Alpine Club.

## Biographie
Thomas Middlemore commence l'alpinisme en 1869 et est admis à l'Alpine Club deux années plus tard en ayant déjà gravi entre autres le mont Blanc, les Grandes Jorasses, le mont Rose, le Strahlhorn, le Lyskamm, la Jungfrau et l'Aletschhorn. En 1872 il effectue la traversée du Cervin avec Frederick Gardiner et les guides Jean-Joseph Maquignaz, H. Jaun et Peter Knubel. L'année suivante, il commence à explorer les cols et sommets encore à conquérir. Malheureusement son ami Henri Cordier se tue le 7 juin 1877 et, conséquence ou coïncidence, Thomas Middlemore abandonne définitivement l'alpinisme.

## Premières
- 1873 - Première traversée du col de l'Aletschjoch pour atteindre l'Aletschhorn par une voie nouvelle
- 1873 - Conquête du Schalihorn avec Johann Jaun et Christian Lauener, le 20 juillet
- 1874 - Première traversée du col des Grandes Jorasses avec Johann Jaun et Joseph Rey
- 1875 - Ascension de l'aiguille Verte par le couloir Cordier (versant d'Argentière), le 31 juillet, avec Henri Cordier, Andreas Maurer, Jakob Anderegg, Johann Jaun et John Oakley Maund. Cette course glaciaire ne sera répétée qu'une cinquantaine d'années plus tard
- 1876 - Première ascension des Courtes avec Henri Cordier, J. O. Maund, Jakob Anderegg, Johann Jaun et Andreas Maurer, par le versant nord (Voie Cordier), le 4 août
- 1876 - Première ascension des Droites avec John Oakley Maund et Henri Cordier avec les guides Johann Jaun et Andreas Maurer, le 7 août
- 1876 - Arête nord du piz Bernina (le Biancograt) jusqu'au piz Alv, le 12 août, avec Henri Cordier et les guides Johann Jaun et C. Maurer
- 1876 - Arête nord du Piz Roseg, le 18 août